# Xaybula Musalov
Xaybula Musalov (12 de abril de 1990) es un deportista azerbaiyano, de origen daguestano, que compitió en boxeo. En los Juegos Europeos de Bakú 2015 obtuvo una medalla de plata en el peso medio.

## Palmarés internacional
| Juegos Europeos | Juegos Europeos   | Juegos Europeos  | Juegos Europeos |
| Año             | Lugar             | Medalla          | Categoría       |
| --------------- | ----------------- | ---------------- | --------------- |
| 2015            | Bakú (Azerbaiyán) | Medalla de plata | 75 kg           |